# Associazione Calcio Palazzolo 1994-1995
Questa pagina raccoglie le informazioni riguardanti l'Associazione Calcio Palazzolo nelle competizioni ufficiali della stagione 1994-1995.

## Rosa
| N. |                   | Ruolo | Calciatore         |
| -- | ----------------- | ----- | ------------------ |
|    | Italia (bandiera) | C     | Michele Andrisani  |
|    | Italia (bandiera) | A     | Giorgio Arienti    |
|    | Italia (bandiera) | A     | Eddy Baggio (II)   |
|    | Italia (bandiera) | C     | Cristian Basile    |
|    | Italia (bandiera) | P     | Massimo Bellato    |
|    | Italia (bandiera) | A     | Cristian Calissi   |
|    | Italia (bandiera) | C     | Simone Canini      |
|    | Italia (bandiera) | C     | Fabio Cavaletti    |
|    | Italia (bandiera) | D     | Roberto Dagani     |
|    | Italia (bandiera) | C     | Loris Del Nevo     |
|    | Italia (bandiera) | P     | Cristiano Donati   |
|    | Italia (bandiera) | A     | Alessandro Geroini |
|    | Italia (bandiera) | C     | Ovido Gorlani      |
|    | Italia (bandiera) |       | Maccarini          |
|    | Italia (bandiera) | D     | Carmelo Malgeri    |

| N. |                   | Ruolo | Calciatore         |
| -- | ----------------- | ----- | ------------------ |
|    | Italia (bandiera) | D     | Mauro Mayer        |
|    | Italia (bandiera) | P     | Enrico Messaggi    |
|    | Italia (bandiera) | C     | Michele Pennacchio |
|    | Italia (bandiera) | C     | Daniele Picardi    |
|    | Italia (bandiera) | D     | Silvio Picci       |
|    | Italia (bandiera) | C     | Andrea Poloni      |
|    | Italia (bandiera) | D     | Riccardo Poma      |
|    | Italia (bandiera) | C     | Elenio Ragnolini   |
|    | Italia (bandiera) | C     | Francesco Romano   |
|    | Italia (bandiera) |       | Ronca              |
|    | Italia (bandiera) | C     | Stefano Sala       |
|    | Italia (bandiera) | A     | Giovanni Tiberi    |
|    | Italia (bandiera) |       | Trotta (I)         |
|    | Italia (bandiera) |       | Trotta (II)        |
|    | Italia (bandiera) | C     | Giuseppe Zanni     |

## Risultati

### Campionato

#### Girone di andata
| 28 agosto 1994 1ª giornata | Bologna | 1 – 1 | Palazzolo |  |

| 4 settembre 1994 2ª giornata | Palazzolo | 0 – 0 | Modena |  |

| 11 settembre 1994 3ª giornata | Carrarese | 6 – 0 | Palazzolo |  |

| 18 settembre 1994 4ª giornata | Palazzolo | 2 – 2 | Ospitaletto |  |

| 25 settembre 1994 5ª giornata | Pro Sesto | 2 – 1 | Palazzolo |  |

| 2 ottobre 1994 6ª giornata | Palazzolo | 3 – 1 | Spezia |  |

| 9 ottobre 1994 7ª giornata | Alessandria | 3 – 1 | Palazzolo |  |

| 16 ottobre 1994 8ª giornata | Palazzolo | 0 – 1 | Prato |  |

| 23 ottobre 1994 9ª giornata | Ravenna | 2 – 0 | Palazzolo |  |

| 6 novembre 1994 10ª giornata | Palazzolo | 0 – 1 | Fiorenzuola |  |

| 13 novembre 1994 11ª giornata | Monza | 2 – 0 | Palazzolo |  |

| 20 novembre 1994 12ª giornata | Pistoiese | 1 – 0 | Palazzolo |  |

| 27 novembre 1994 13ª giornata | Palazzolo | 1 – 2 | Carpi |  |

| 4 dicembre 1994 14ª giornata | Palazzolo | 1 – 1 | Massese |  |

| 11 dicembre 1994 15ª giornata | Leffe | 2 – 0 | Palazzolo |  |

| 18 dicembre 1994 16ª giornata | Palazzolo | 0 – 2 | SPAL |  |

| 30 dicembre 1994 17ª giornata | Crevalcore | 2 – 1 | Palazzolo |  |

#### Girone di ritorno
| 8 gennaio 1995 18ª giornata | Palazzolo | 0 – 2 | Bologna |  |

| 22 gennaio 1995 19ª giornata | Modena | 2 – 1 | Palazzolo |  |

| 29 gennaio 1995 20ª giornata | Palazzolo | 0 – 0 | Carrarese |  |

| 19 febbraio 1995 21ª giornata | Ospitaletto | 3 – 0 | Palazzolo |  |

| 26 febbraio 1995 22ª giornata | Palazzolo | 0 – 2 | Pro Sesto |  |

| 5 marzo 1995 23ª giornata | Spezia | 2 – 0 | Palazzolo |  |

| 12 marzo 1995 24ª giornata | Palazzolo | 0 – 2 | Alessandria |  |

| 19 marzo 1995 25ª giornata | Prato | 0 – 1 | Palazzolo |  |

| 26 marzo 1995 26ª giornata | Palazzolo | 1 – 3 | Ravenna |  |

| 2 aprile 1995 27ª giornata | Fiorenzuola | 2 – 0 | Palazzolo |  |

| 9 aprile 1995 28ª giornata | Palazzolo | 1 – 3 | Monza |  |

| 23 aprile 1995 29ª giornata | Palazzolo | 0 – 2 | Pistoiese |  |

| 30 aprile 1995 30ª giornata | Carpi | 3 – 1 | Palazzolo |  |

| 7 maggio 1995 31ª giornata | Massese | 3 – 0 | Palazzolo |  |

| 14 maggio 1995 32ª giornata | Palazzolo | 0 – 3 | Leffe |  |

| 21 maggio 1995 33ª giornata | SPAL | 2 – 0 | Palazzolo |  |

| 28 maggio 1995 34ª giornata | Palazzolo | 2 – 2 | Crevalcore |  |